# Krzysztof Wiśniewski
Krzysztof Wiśniewski (ur. 28 lipca 1982 w Gdańsku) – polski piłkarz plażowy, bramkarz, reprezentant Polski. Uczestnik Mistrzostw Świata w beach soccerze 2006. Zdobywca III miejsca w Mistrzostwach Polski w 2015 oraz 2017 roku. Wicemistrzostwo Polski 2018. W piłce trwaiastej gra w klubie GKS Kowale. Uczestnik Euro Winners Cup w 2017 roku w barwach Silesii Beach Soccer.